# Suralisnerven

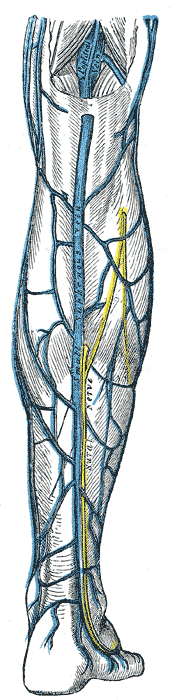
Suralisnerven är på teckningen den nerv som löper vertikalt.

Suralisnerven är en sensorisk nerv i vaden, som bildar en fortsättning av en medial kutan gren från n tibialis och en lateral gren från n. peroneus - båda grenar från ischiasnerven där denna delar sig i fossa poplitea. 
När tibialnerven färdas ned från popliteal fossa, och innan den går under gastrocnemius, delar den sig i en kutan gren som är den mediala suraliskutana nerven. Denna nerv ligger i sidled över det laterala huvudet hos gastrocnemius. Den n peroneus har också en liten kutan gren vilken är den laterala suraliskutana nerven. När n peroneus avgår från ischiasnerven förlöper den parallellt med distala delen av m biceps femoris mot caput fibulae. Den lilla kutana delen bildas när den vanliga fibularnerven färdas mot fibularhuvudet. Nerven fortsätter sedan ned på posterolaterala sidan av benet, bakom laterala malleolen där den går djupt i fibularissenan och når den lateralsidan av metatars V, där den förgrenar sig.